# Jolt Cola

Jolt Cola: Logo-Variante

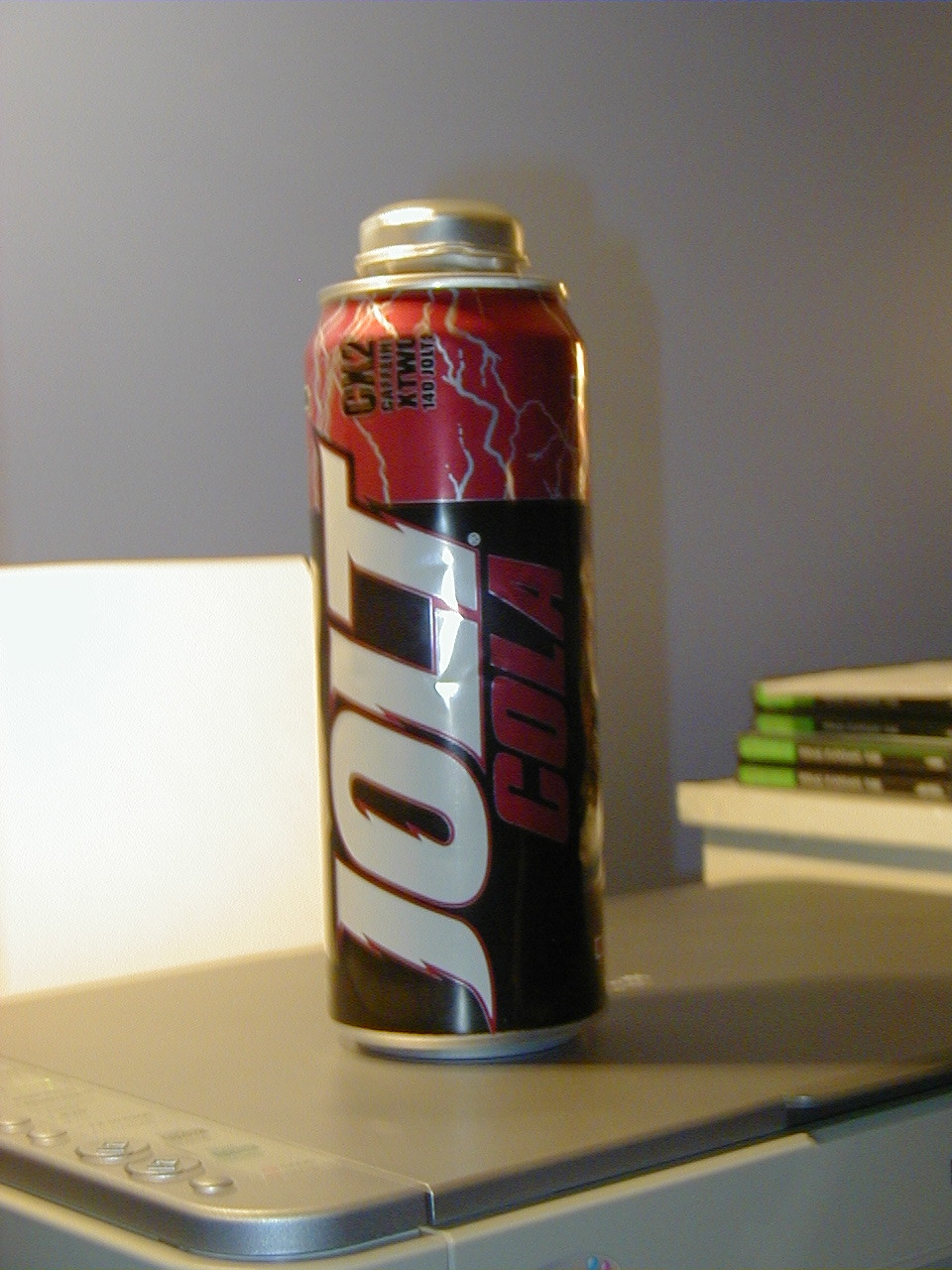
Jolt Cola in der in den USA bis 2010 erhältlichen Battery Bottle

Jolt Cola war der Markenname einer Cola mit einem überdurchschnittlichen Koffeingehalt von 200 mg/l.

## Geschichte
Jolt wurde 1986 in den USA erfunden und war zwischenzeitlich auch in Deutschland erhältlich. Das Jolt-Cola-Logo bestand aus einem gelben Blitz, der den Buchstaben o im Wort Jolt durchschlägt.
Jolt Cola wurde ursprünglich von The Jolt Cola Company aus Rochester im US-Bundesstaat New York hergestellt; danach wurde sie von Wet Planet Beverages produziert, die ebenfalls aus Rochester stammen. In Deutschland wurde der Vertrieb von Jolt durch Klaus Dörrenhaus Marketing (KDM) aus Köln übernommen.
In den USA gab es zusätzliche Geschmacksrichtungen, die in Deutschland nicht vertrieben wurden.
Das Ursprüngliche Unternehmen ging 2009 in die Insolvenz nach Chapter 11 (Restrukturierungs-Insolvenz).

## Trivia
In dem Film Deep Impact von 1998 wird vor einem Unfall der Griff eines Lkw-Fahrers nach Jolt Cola gezeigt, um Übermüdung anzudeuten.
In dem Film Hackers – Im Netz des FBI wird Jolt Cola von den beiden Hackern Razer and Blade als „Softdrink der Elitehacker“ angepriesen.